# 毒豆属
毒豆属（学名：Laburnum）是豆科下的一个属，为落叶乔木或灌木植物。该属共有3种，分布于南欧和西亚。顧名思義，全部種皆有毒，但可成木材。